# Stryjenka
Stryjenka (do połowy XIX w. stryjna) – wychodząca z powszechnego użycia nazwa relacji rodzinnej zachodzącej w stosunku do żony stryja, a więc żony brata ojca.
Współcześnie wobec stryjenki częściej używa się określenia ciocia.